# Lamothe-Cumont
Lamothe-Cumont – miejscowość i gmina we Francji, w regionie Oksytania, w departamencie Tarn i Garonna.
Według danych na rok 1990 gminę zamieszkiwało 75 osób, a gęstość zaludnienia wynosiła 14 osób/km² (wśród 3020 gmin regionu Midi-Pireneje Lamothe-Cumont plasuje się na 988. miejscu pod względem liczby ludności, natomiast pod względem powierzchni na miejscu 1459.).